# Chalam
Chalam es una localidad del municipio de Mitontic ubicado en la región de Los Altos del estado mexicano de Chiapas.

## Geografía
La localidad se ubica a 23.3 kilómetros (en dirección noroeste) de la localidad de Mitontic, la cabecera del municipio. Se sitúa en las coordenadas geográficas 16°53′26″N 92°32′58″O / 16.890556, -92.549444, a una elevación de 1,769 metros sobre el nivel del mar.

## Demografía
Según el Conteo de Población y Vivienda 2020, efectuado por el Instituto Nacional de Estadística y Geografía, la localidad de Chalam tiene 1,205 habitantes, de los cuales 596 son del sexo masculino y 609 del sexo femenino. Su tasa de fecundidad es de 1.6 hijos por mujer y tiene 264 viviendas particulares habitadas.
| Gráfica de evolución demográfica de Chalam entre 1940 y 2020 |
|                                                              |
| INEGI.                                                       |